# Diogo Oliveira
Diogo, właśc. Diogo Antunes de Oliveira (ur. 20 października 1986 w Arapongas) – brazylijski piłkarz, występujący na pozycji defensywnego pomocnika.

## Kariera klubowa
Diogo rozpoczął piłkarską karierę w Athletico Paranaense w 2003 roku. 
W 2005 roku został graczem Londriny. W latach 2006–2008 był zawodnikiem pierwszoligowego Figueirense FC, z którym spadł w 2008 roku do drugiej ligi. Z Figueirense zdobył dwukrotnie mistrzostwo stanu Santa Catarina – Campeonato Catarinense w 2006 i 2008 roku. W barwach Figueirense Diogo 31 sierpnia 2008 w zremisowanym 1-1 meczu z SE Palmeiras. Pierwszą część 2009 roku spędził w Gremio Porto Alegre.
16 maja 2009 został zawodnikiem Fluminense Rio de Janeiro. Z klubem z Rio de Janeiro dotarł do finału Copa Sudamericana 2009, w którym Fluminense uległo ekwadorskiemu LDU Quito. W 2010 roku zdobył z Fluminense mistrzostwo Brazylii. W tym sezonie Diogo wystąpił w 25 spotkaniach. Po zakończeniu sezonu 2011 Diogo przeszedł do beniaminka Série A – Sportu Recife. Dotychczas Diogo rozegrał w lidze brazylijskiej 129 meczów, których strzelił 4 bramki.